# イスラエルの回復
イスラエルの回復（イスラエルのかいふく）とは、ローマの信徒への手紙11章などを根拠として、聖書がイスラエルの回復を告げているとする教理。メシアニック・ジュダイズムは、聖書が単にイスラエルの地上の領土だけでなく、霊的にもイスラエルを回復すると語っていると信じており、イェシュアが約束されたイスラエルのメシアであると告白するメシアニック・ジューの存在とリバイバルがイスラエルの霊的回復であるとする。
新共同訳聖書の小見出しはイスラエルの再興となっている。救済史における「イスラエル」の位置付けを意味する。
国家としてのイスラエルの建国を聖書が告げていると解釈するこのような見解は、様々な立場・教派から提起されてきているが、必ずしもキリスト教において多数派の採用するものとはなっていない。
キリスト教会においては、イエスを殺したユダヤ人が神に捨てられ、キリスト教会が新しいイスラエルになったとする見解もあったが、否定されるようになった (置換神学の節を参照)。

## 神学

### 歴史的解釈
この節では、イスラエルの回復を霊的意味と歴史的意味の両面とする神学を記述する。
内田和彦は、聖書の預言の成就の例をユダヤ人の歴史から示し、ユダヤ人が1900年ぶりに再建された祖国に帰還し、イスラエルに帰還するユダヤ人にイエス・キリストを信じる民が起こされているのは、ローマ11章の聖句が告げるとおり、異邦人の時が満ちたのだとする。
ローマ教会への手紙11章が、イスラエル民族の回復の預言であるとする立場の神学者として、中川健一は、松木治三郎著『ローマ人への手紙』、尾山令仁著『ローマ教会への手紙』、小林和夫著『福音の輝き-講解説教ローマ人への手紙』、F.F.ブルース、ジョン・マーレーをあげている。
カールトン・ケニーもローマ11章から、「約束の地へのユダヤ人の帰還」、「イスラエルの回復」、「イスラエル回復の計画」について教えている。
ルーテル教会内にマリア福音姉妹会を創立したマザー・バジレア・シュリンクは、イスラエルの帰還と国家再建はイスラエルの救済史の第一次段階であり、その第二段階はイスラエル人たちがイエス・キリストを信じることだとしている。カナンの地はイスラエルの永遠の所有地であるとし、その根拠聖句としてエレミヤ12:15、イザヤ61:7、エレミヤ3:19をあげている。また、これは神の約束であるから、イスラエルの永遠の所有権を否定する者は神の御言葉に逆らっているとする。第二段階の聖句としてエゼキエル37:9,37:14、マラキ3、ヨシュア3:5、エレミヤ31あげており、やがてイスラエルが「諸国民の中心、すべての国民の祝福となる」とし、その根拠聖句にイザヤ2:3、ミカ4:2、ゼカリヤ8:22-23をあげている。
コーリー・テン・ブームの一家はユダヤ人が神に棄てられていないとする確信をもち、ナチスからユダヤ人を救助したが、ナチスの強制収容所に送られ、彼女は生き残ったものの、彼女以外の全家族がガス室で殺された。
ピューリタンはイスラエルに対する愛をもっていたといわれ、ピューリタン神学者ジョン・オーウェン、ロバート・レイトン、サムエル・ラザフォードらはイスラエルの回復を教えた。
キリスト教再建主義の富井健は、イスラエルに関する正しい理解は、ディスペンセーション神学ではなくピューリタン神学に求めるべきであるとし、イスラエルの回復を主張した神学者として、トマス・アクィナス、ジャン・カルヴァン、アイアン・H・マーレイ、ウィリアム・パーキンス、J・ファン・デン・ベルク、ウィレム・ヴァンゲメーレン、ファン・デン・ベルク、ジョナサン・エドワーズ、チャールズ・ホッジ、チャールズ・スポルジョン、C.E.B.クランフィールド、ジョージ・E・ラッド、カール・ラーナー、ユルゲン・モルトマン、ヘルマン・リッダボス、ジョン・マーレー、ミリアード・エリクソン、ウェイン・グルーデムを紹介している。

### 祈り
神が中田重治監督に与えたとされる「イスラエル国家の建国のために祈れ」とのビジョンに従って、基督聖協団の森五郎らは、イスラエル再建前の1931年からイスラエルの回復を祈り続けてきた。その娘谷中さかえは、「エルサレムの平和のために祈れ。『おまえを愛する人々が栄えるように』」（詩篇122:6）、「シオンのために、わたしは黙っていない。エルサレムのために、黙りこまない」（イザヤ書62:1）の聖句から示されて祈っていたが、1948年のイスラエル共和国の成就の報を聞き、涙を流して主イエスの御名を讃えた。
バジレア・シュリンクは、ナチス・ドイツ時代から危険を冒して選民イスラエルの救いの計画について語っていたが、戦後はドイツの犯した罪を悔い改め、イスラエルの祝福を祈った。マリア福音姉妹会の祈りの本には「イスラエルのための祈り」がある。「祝福と勝利の祈り」「イスラエルとその選民のための信仰の祈り」である。

## 置換神学
イスラエルの回復を霊的にのみとらえる説である。イエス・キリストを殺したユダヤ人が神に棄てられ、キリスト教会が新しいイスラエルとしてユダヤ人にとってかわったとする神学もある。
12世紀にクレルヴォーのベルナルドゥスは、ヨハネによる福音書8:44を根拠として、ユダヤ人の父は悪魔であり、ユダヤ人は悪魔の子であるとした。
16世紀のローマ教皇パウルス4世の大勅書Cum nimis absurdumは、イエス・キリストを殺したユダヤ人は、永遠に神に非難される奴隷だとしている。ローマ教皇インノケンティウス3世は、イエス・キリストを殺し奴隷となったユダヤ人が永久に地上をさまようとした。
神によるイスラエルの民への召命が取り消されることはないということが聖書 (ローマ11:
25-29) から明らかなので、この考えは否定されるようになった。
21世紀になるとカトリック教会も置換神学を否定した。